# Jean Alfred Marioton
Jean Alfred Marioton (Parigi, 3 settembre 1863 – Parigi, 3 aprile 1903) è stato un pittore e decoratore francese.

## Biografia

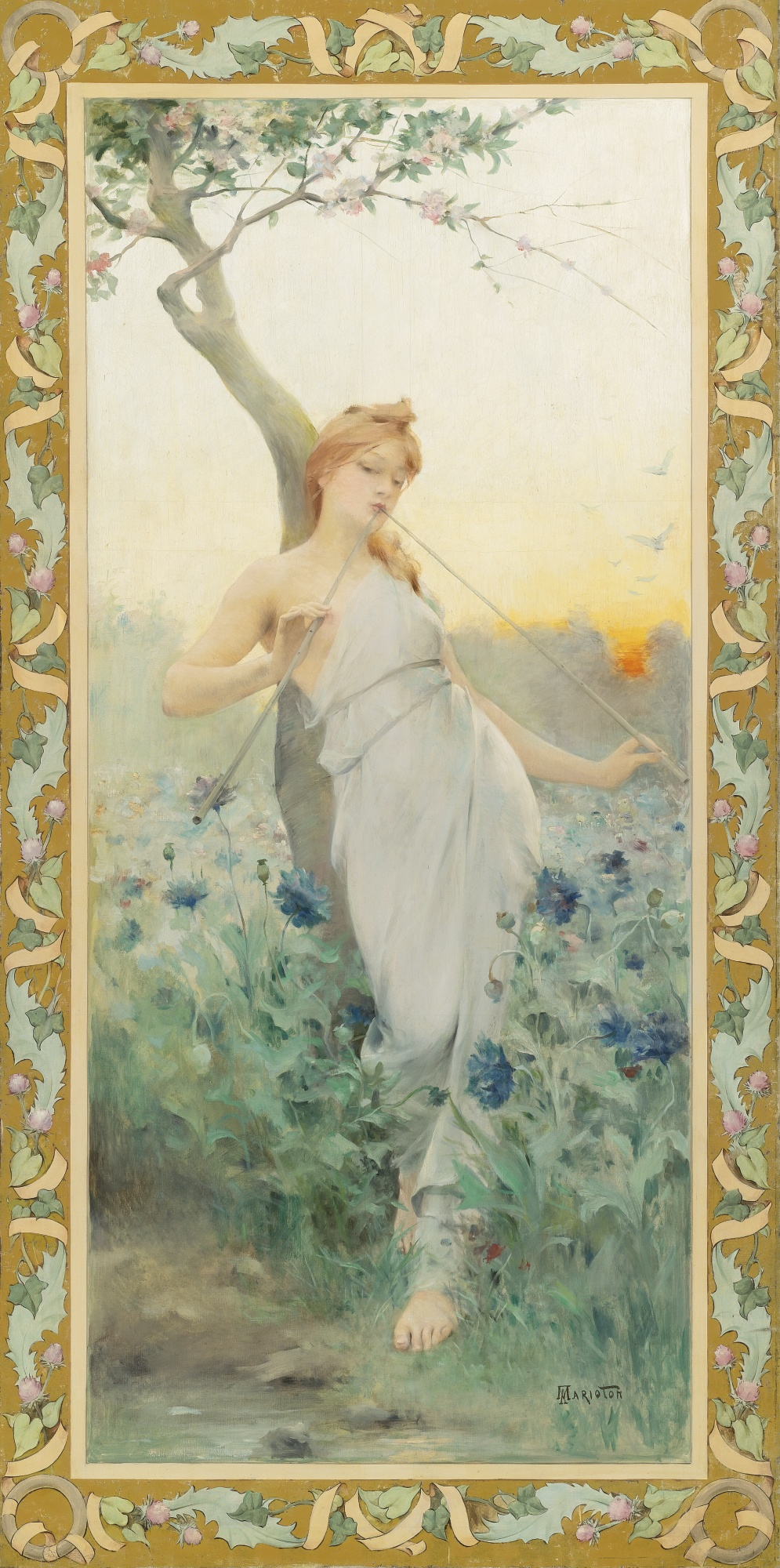
Giovinetta in mezzo ai fiori

Jean Alfred Marioton nacque a Parigi, figlio di Jean Marioton e di Catherine Magister. Suo padre era cuoco e sua madre lavorava in una ditta di brunitura dei metalli. I suoi due fratelli, Claudius Marioton (1844) e Eugène Marioton (1857), erano scultori. Alfred non seguì la carriera dei fratelli, ma scelse la pittura e il disegno, dando così luogo ad una generazione di artisti.  Studiò quindi presso l'Académie Julian, dove fu allievo di Jean-Léon Gérôme, Ernest Meissonier, William Bouguereau e Tony Robert-Fleury.
Indubbiamente portato per l'arte, già nel 1887 vinse il secondo Prix de Rome per la pittura, e nel 1895 gli fu assegnata una borsa di studio per un viaggio. Terminato il periodo degli studi, Marioton iniziò la sua carriera partecipando con regolarità alle mostre del Salon degli artisti francesi, nel quale aveva già presentato le sue opere dal 1887. Continuò ad esporre fino al 1903, anno della sua prematura morte. Sin dal 1895, si era specializzato, ed era divenuto assai noto, nelle decorazioni dei soffitti.
Il 4 luglio 1899, a Parigi, Marioton si sposò, prendendo in moglie Hélène de Zamacoïs, nata nel 1871 a Louveciennes, figlia del pittore Eduardo Zamacois y Zabala e sorella del letterato Miguel Zamacoïs. La coppia ebbe un figlio, Michel (1900-1959)paletnologo, e una figlia, Catherine (1901-1995) che nel 1927 sposò Marcel Chanson, avvocato presso ii foro di Parigi, e che divenne celebre come illustratrice di giornali di moda.
Jean Alfred Marioton morì quarantenne a Parigi, il 6 aprile 1903 e fu sepolto nel cimitero di Père-Lachaise.
La vendita del suo atelier avvenne a Parigi all' hôtel Drouot il 22 dicembre 1903. La vedova di Marioton, dopo pochi anni, si risposò con Gabriel Perney, nome con il quale ella fu sepolta nel 1962 a fianco del suo primo marito, Jean Alfred Marioton.
Nel 1905, il fratello di Alfred, Claudius, fece pubblicare dall'editore Guérinet un album contenente sessantotto eliotipi dell'opera di Alfred Marioton:
"Dessins, croquis, études de figures des peintures décoratives de Jean Alfred Marioton".

## Opere nelle collezioni pubbliche
- Montpellier, prefettura dell'Hérault: La morte di Temistocle, 1887, olio su tela, dipinto per il prix de Rome, acquistato dallo Stato[17]
- Roubaix, Museo La Piscine: Au matin de la vie, Salon del 1904, olio su tela, acquistato dallo Stato[18][19]
- Museo d'Orsay, Ulisse e Nausicaa (1888)  Archiviato il 1º febbraio 2019 in Internet Archive. acquistato nel 2016.

## Opere catalogate
- La Danse, Salon del 1895, soffitto.[20]
- L'Amour faisant triompher la beauté, 1897[21] o L'art évoquant la beauté, soffitto.
- Decorazione per una "brasserie" parigina, quattro soffitti: L'Abondance, La Bière, Le Vin, Le Café, 1900.[22]
- Sommeil, Salon del 1902.[23]
- Soffitto per la casa «Berggrav» a Fontenay-sous-bois, 33 rue Pierre Semard.[24][25]
- Soffitto della sala di lettura della Biblioteca spagnola di Parigi, 11 Avenue Marceau.[26][27]

## Galleria d'immagini

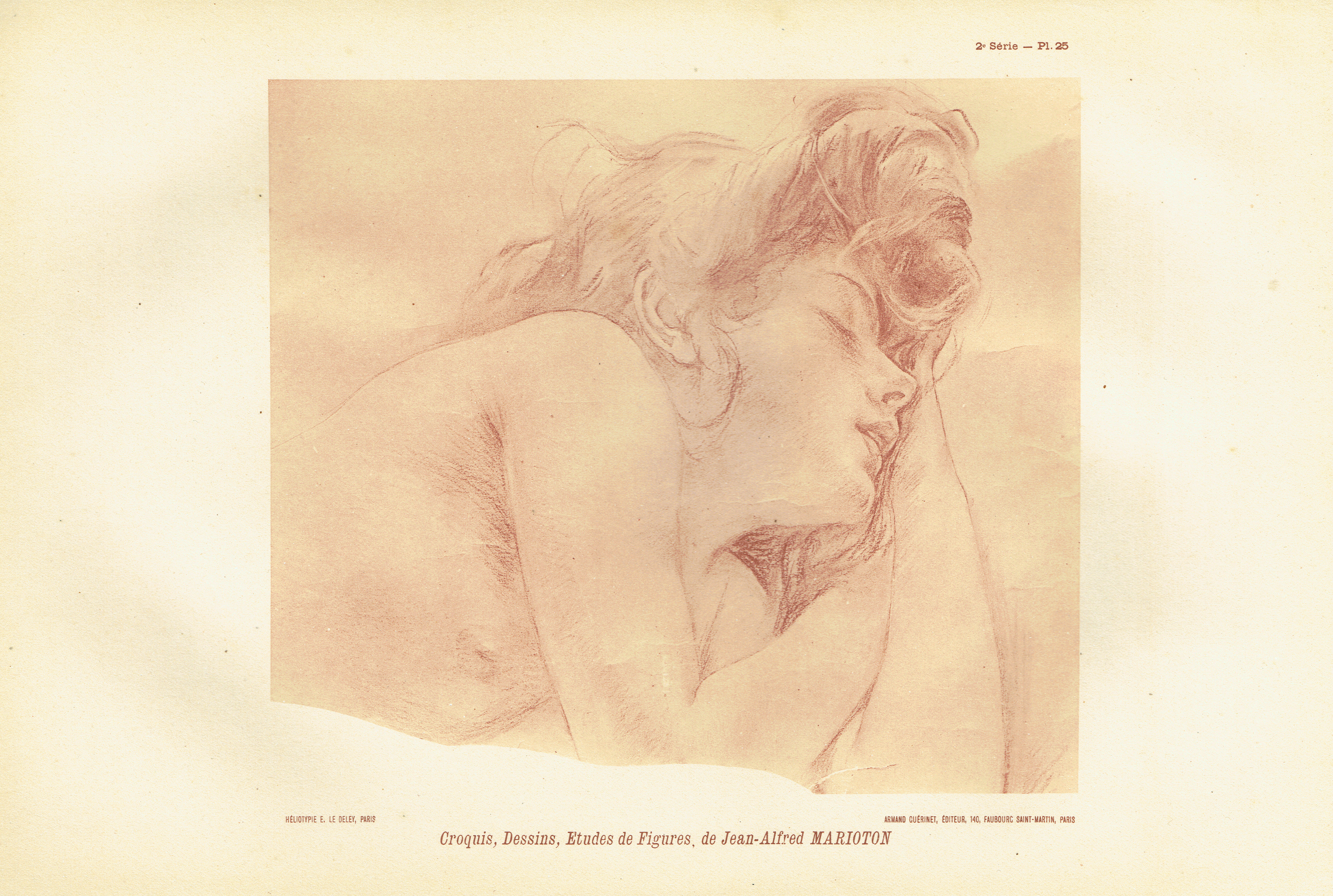
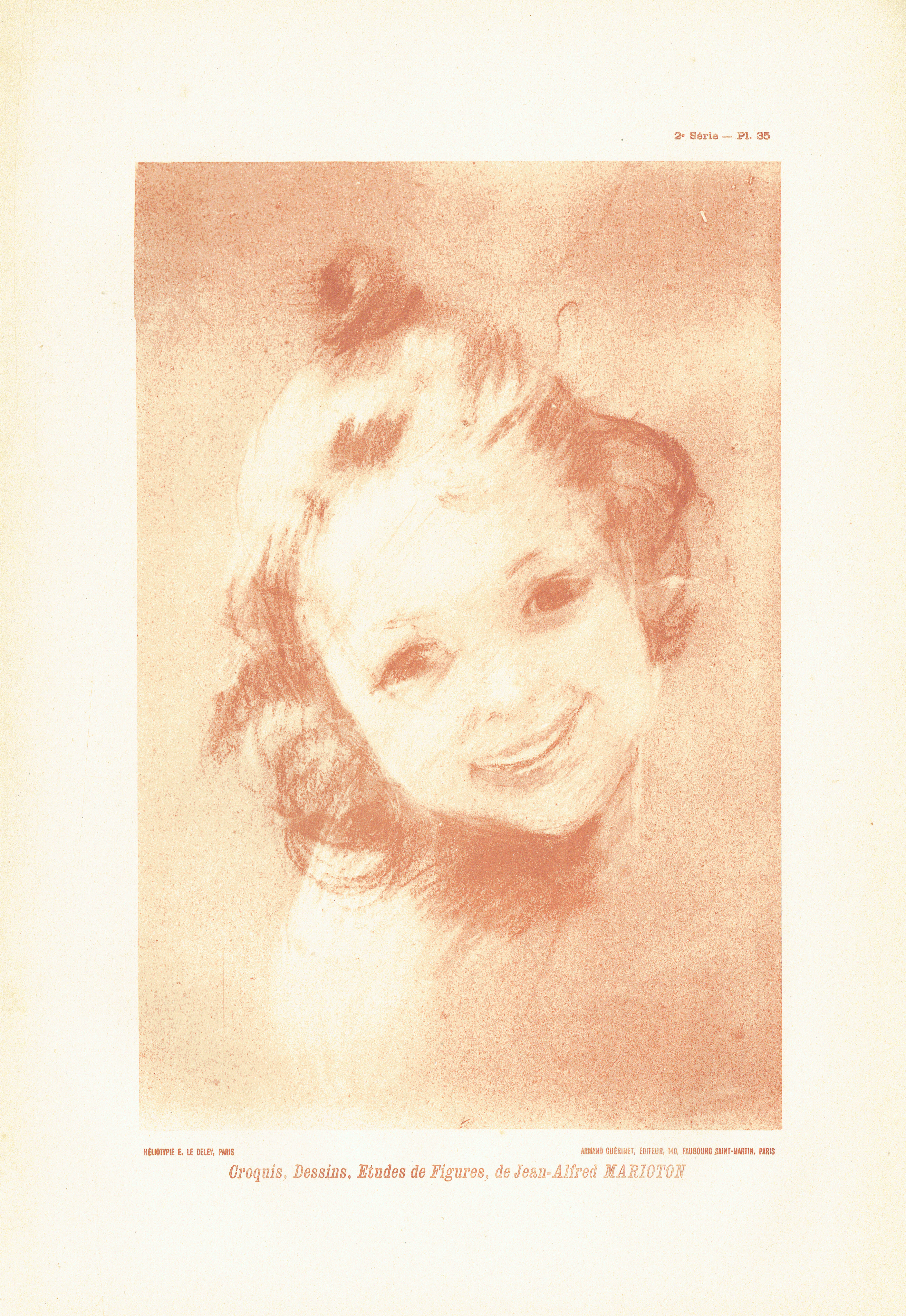
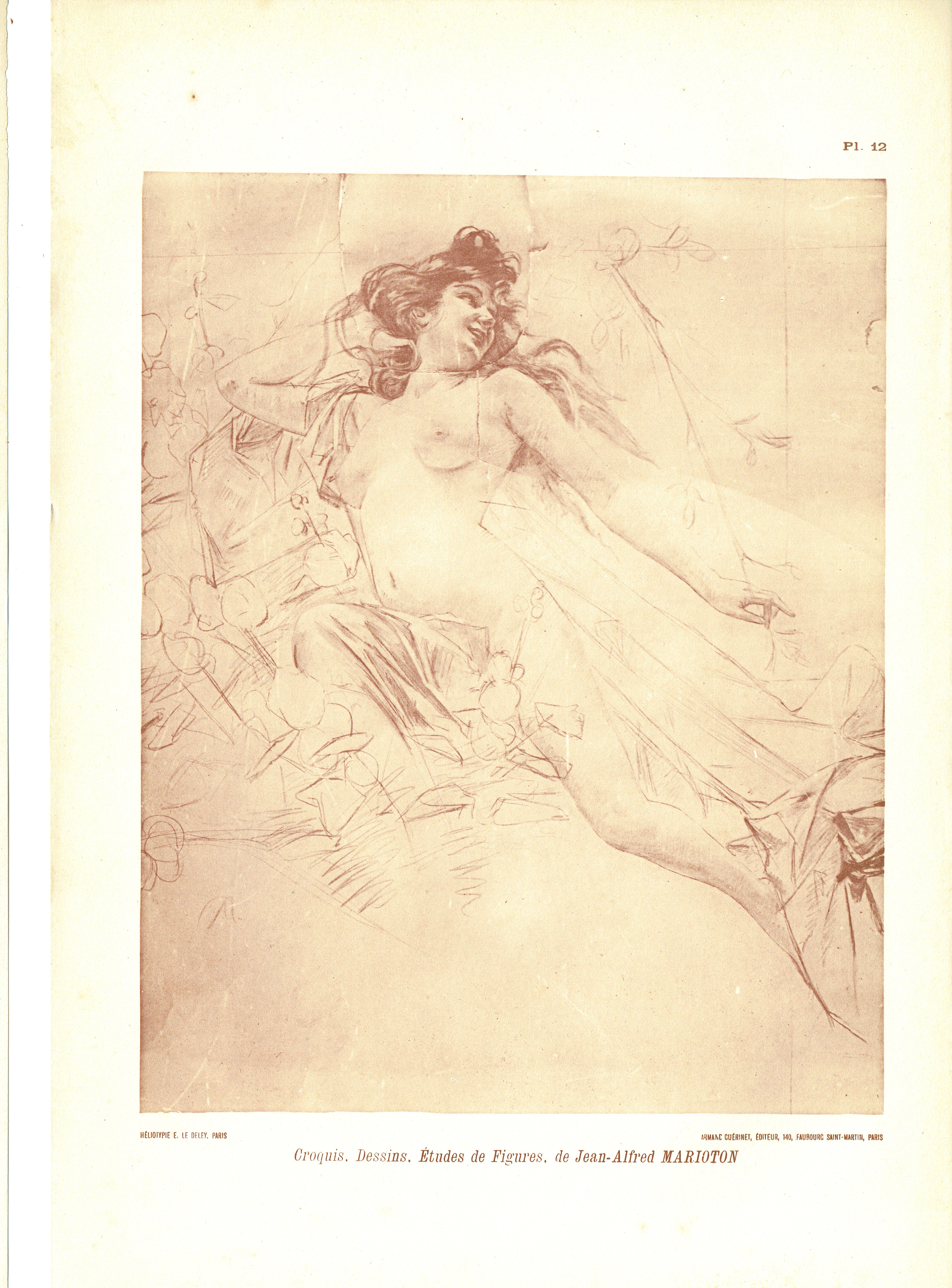
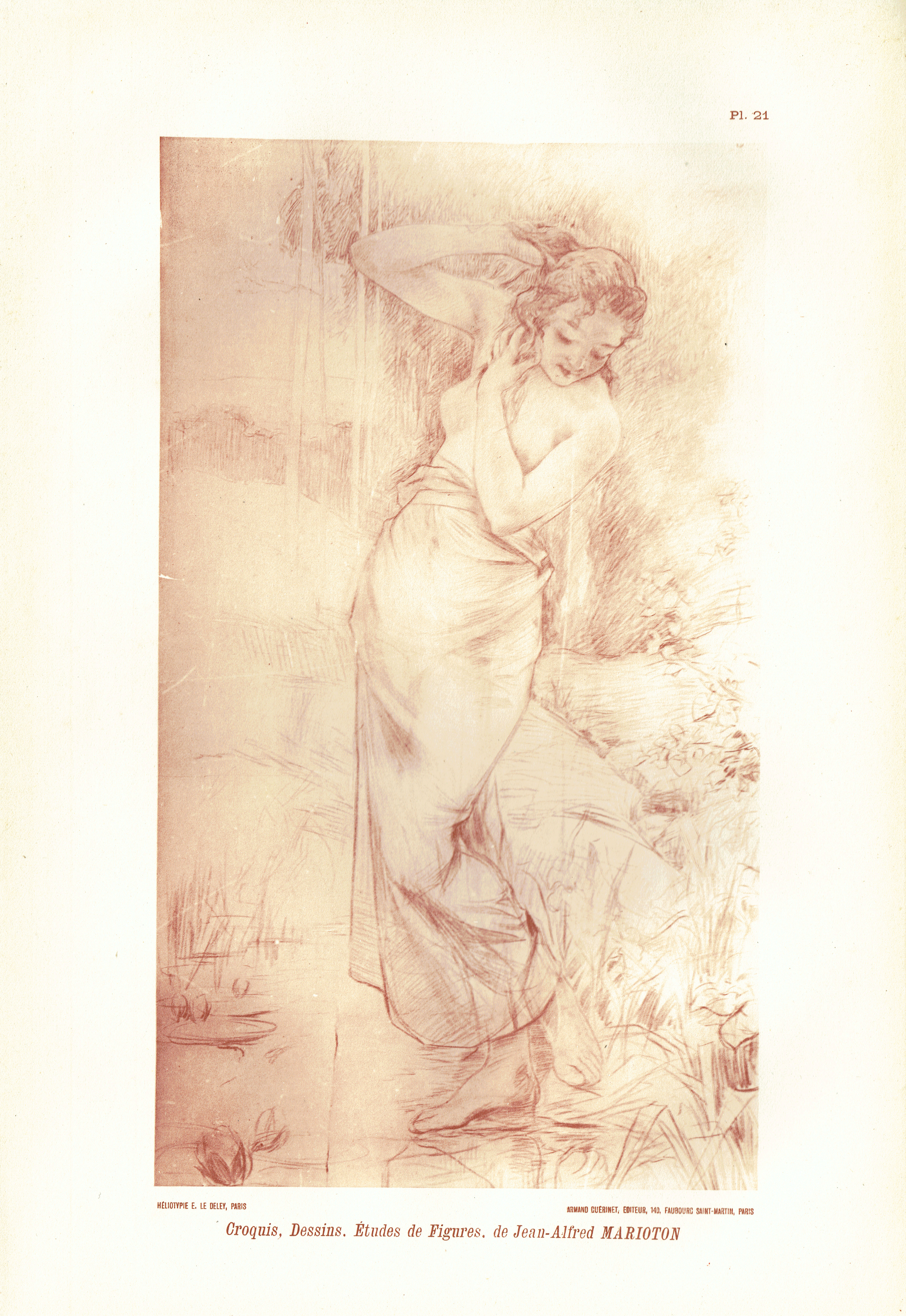
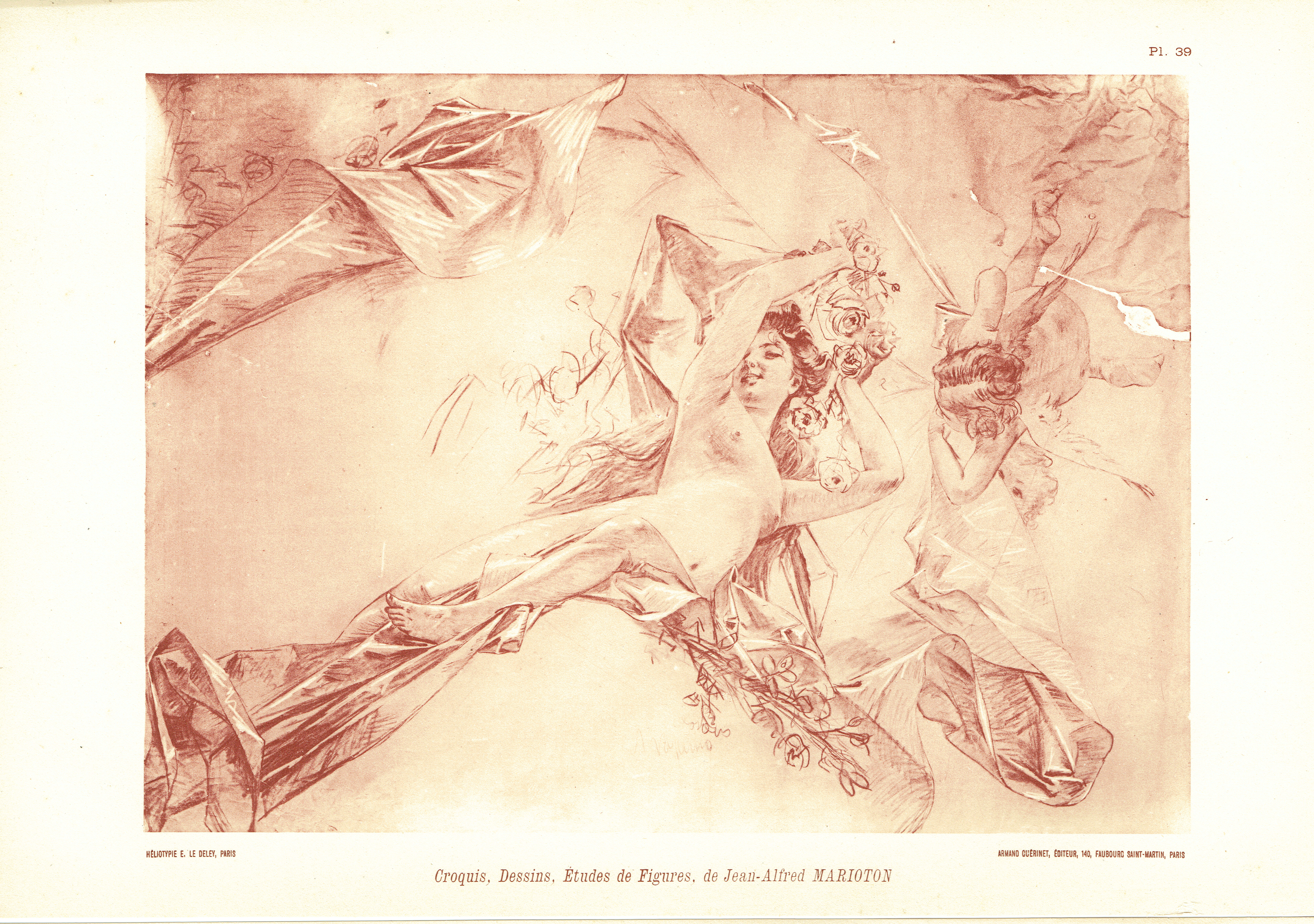

Disegni